# RSG Group
 (février 2024).
La mise en forme du texte ne suit pas les recommandations de Wikipédia : il faut le « wikifier ».
Les points d'amélioration suivants sont les cas les plus fréquents. Le détail des points à revoir est peut-être précisé sur la page de discussion.
- Les titres sont pré-formatés par le logiciel. Ils ne sont ni en capitales, ni en gras.
- Le texte ne doit pas être écrit en capitales (les noms de famille non plus), ni en gras, ni en italique, ni en « petit »…
- Le gras n'est utilisé que pour surligner le titre de l'article dans l'introduction, une seule fois.
- L'italique est rarement utilisé : mots en langue étrangère, titres d'œuvres, noms de bateaux, etc.
- Les citations ne sont pas en italique mais en corps de texte normal. Elles sont entourées par des guillemets français : « et ».
- Les listes à puces sont à éviter, des paragraphes rédigés étant largement préférés. Les tableaux sont à réserver à la présentation de données structurées (résultats, etc.).
- Les appels de note de bas de page (petits chiffres en exposant, introduits par l'outil «  Source ») sont à placer entre la fin de phrase et le point final[comme ça].
- Les liens internes (vers d'autres articles de Wikipédia) sont à choisir avec parcimonie. Créez des liens vers des articles approfondissant le sujet. Les termes génériques sans rapport avec le sujet sont à éviter, ainsi que les répétitions de liens vers un même terme.
- Les liens externes sont à placer uniquement dans une section « Liens externes », à la fin de l'article. Ces liens sont à choisir avec parcimonie suivant les règles définies. Si un lien sert de source à l'article, son insertion dans le texte est à faire par les notes de bas de page.
- La présentation des références doit suivre les conventions bibliographiques. Il est recommandé d'utiliser les modèles {{Ouvrage}}, {{Chapitre}}, {{Article}}, {{Lien web}} et/ou {{Bibliographie}}. Le mode d'édition visuel peut mettre en forme automatiquement les références.
- Insérer une infobox (cadre d'informations à droite) n'est pas obligatoire pour parachever la mise en page.

Pour une aide détaillée, merci de consulter Aide:Wikification.
Si vous pensez que ces points ont été résolus, vous pouvez retirer ce bandeau et améliorer la mise en forme d'un autre article.
RSG Group GmbH (Rainer Schaller Global Group) est un groupe de fitness au niveau international dont le siège social est à Schlüsselfeld (Haute-Franconie) et son siège administratif à Berlin. Les marques les plus connues du groupe sont les chaînes de studios McFit, John Reed Fitness et Gold's Gym.

## Histoire

### Histoire du nom de l'entreprise
Rainer Schaller a fondé McFit Fitness GmbH en 1996 avec le concept de studios de fitness abordables. L'expansion a été rapide avec des studios de fitness exclusivement exploités en propre et la 100e succursale a été ouverte à Munich en 2008. L'entreprise a changé son nom pour McFit la même année. Après des ouvertures de studios à l’international il est devenu le McFit Global Group en 2016 avant d’être finalement rebaptisé RSG Group (Rainer Schaller Global Group) en 2019 avec l'expansion d'autres divisions de l'entreprise.

### Histoire du groupe
Au milieu des années 1990, Rainer Schaller a développé le concept d'un studio de fitness à prix réduit ouvert 24 heures sur 24 sous la marque McFit,,. Après l'ouverture du premier studio à Würzburg, d'autres succursales ont suivi dans toute l'Allemagne. En 2007, McFit a racheté son concurrent Fit24. L'entreprise était désormais perçue comme un acteur majeur du secteur. La même année, elle réalise pour la première fois un chiffre d'affaires de plus de 100 millions d'euros. Elle se fait connaître du grand public en tant que partenaire publicitaire de diverses productions télévisuelles et événements sportifs.
À la suite de la non-tenue de la Love Parade en 2004 et 2005 en raison de problèmes de financement, McFit a repris la Love Parade Berlin GmbH en 2006 et a fondé la société événementielle Lopavent GmbH, dont le directeur général était Rainer Schaller. La Love Parade est devenue une partie de la stratégie marketing de McFit. Après le désastre de la Love Parade en 2010, l’événement a définitivement été annulé,.
Après l'ouverture de la 100e succursale à Munich en 2008, des studios ont été ouverts en Autriche et en Espagne en 2009. L'entrée du pays en Italie a eu lieu à Vérone en 2014. La même année, McFit acquiert la chaîne italienne de 14 magasins de salles de sport Happy-Fit, rebaptisée McFit.
En 2015, le groupe a franchi une étape pour diversifier son modèle économique en ouvrant la chaîne de fitness High5. Cela a permis d'exploiter des studios de fitness dans des villes plus petites qui n'étaient auparavant pas économiquement intéressantes pour McFit. Avec la filiale John Reed Fitness, une offre pour l'environnement urbain a été créée en 2016 avec la musique comme élément central et des exigences élevées pour l’aménagement et le design. Depuis 2017, de nombreuses anciennes installations McFit ont été repensées et avec des prix augmentés sous le nom de John Reed sous le nom de « Fitness Music Clubs ».
Depuis 2018, Vito Scavo a repris les activités opérationnelles du groupe McFit Global,,.

Logo actuel McFit.

Le groupe opère sous le nom de RSG Group depuis février 2019. Selon Statista, le groupe était le fournisseur de fitness comptant le plus grand nombre de membres en Allemagne en 2020,.
À l'été 2020, le groupe a racheté pour 100 millions de dollars la chaîne américaine de fitness Gold's Gym, qui a fait faillite à la suite de la pandémie de COVID-19 et qui est représentée dans le monde entier avec plus de 70 studios en propre et plus de 530 studios franchisés. Depuis 2023, le portefeuille du RSG Group comprend plus de 900 salles de fitness dans plus de 30 pays.
Rainer Schaller a été lui-même directeur général jusqu'à son décès le 21 octobre 2022. Depuis le 12 décembre 2022, Hagen Wingertszahn et Jobst Müller-Trimbusch ont repris la direction.

## Structure d'entreprise
Le RSG Group est une société à responsabilité limitée de droit allemand. Après la création de l'entreprise, Rainer Schaller en a repris seul la direction jusqu'à son décès en octobre 2022. Les autres représentants autorisés sont Michaela Müller et Benno Strohmer. Au cours de l'exercice 2017, le périmètre de consolidation du groupe comprenait huit sociétés nationales et huit sociétés étrangères, dont les actifs et passifs sont entièrement inclus dans le bilan consolidé.

## Directeurs généraux
Jobst Müller-Trimbusch et Hagen Wingertszahn se sont vu confier la direction du RSG Group après le décès de Rainer Schaller à l'automne 2022.

## Divisions d'entreprise
Le RSG Group est l'un des plus grands groupes de fitness au monde en termes de chiffre d'affaires et de nombre de membres de studios de fitness. Les différentes sociétés et marques du RSG Group proposent à leurs clients une large gamme de services de remise en forme et de bien-être, notamment des cours de cardio et de musculation, des cours de fitness en groupe et des entraînements personnels. Le RSG Group possède également d'autres sociétés, comme sa propre agence de mannequins, un restaurant avec espace événementiel et un magazine sportif numérique. Elle a également des investissements et des partenariats dans gym80, Hero et Ron Miller.

## Marques
(Sélection à partir de : 2023)

### McFit
McFit est la marque principale du RSG Group et revendique plus de 250 studios en Allemagne, en Italie, en Autriche et en Espagne. La plupart des studios sont ouverts toute l'année. L'offre comprend des équipements pour l'entraînement d'endurance, fonctionnel et de musculation ainsi que des cours de fitness.

### Gold's Gym

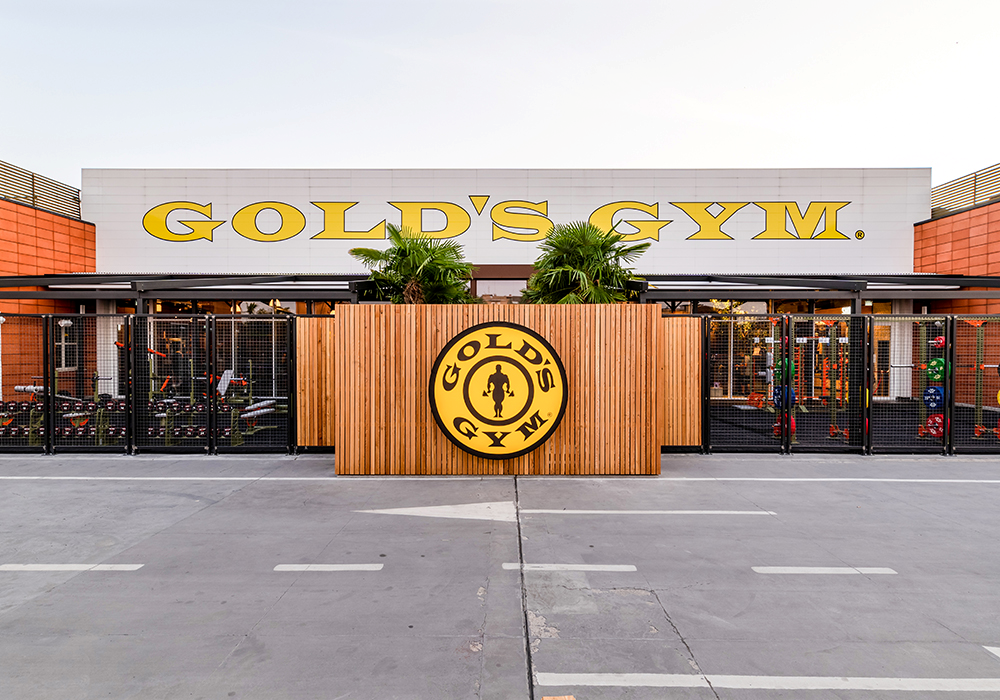
Gold's Gym Studio in Milan opended in 2023.

Depuis 1965, Gold's Gym est devenue une marque mondiale comptant environ 600 sites, s'étendant sur six continents et comptant trois millions de membres. Plus de 70 salles de sport appartiennent à l'entreprise et le reste des studios est exploité en franchise. Des célébrités telles qu'Arnold Schwarzenegger et Lou Ferrigno se sont entraînées au Gold's Gym original de Venice Beach. Dix mois après l'acquisition de Gold's Gym,, le RSG Group a ouvert le studio phare de la marque à Berlin en 2021, qui est également un studio certifié LEED Platine,,.
Gold's Gym Nutrition est un fournisseur international de nutrition sportive et de suppléments nutritionnels adaptés aux besoins individuels des athlètes.

### John Reed Fitness

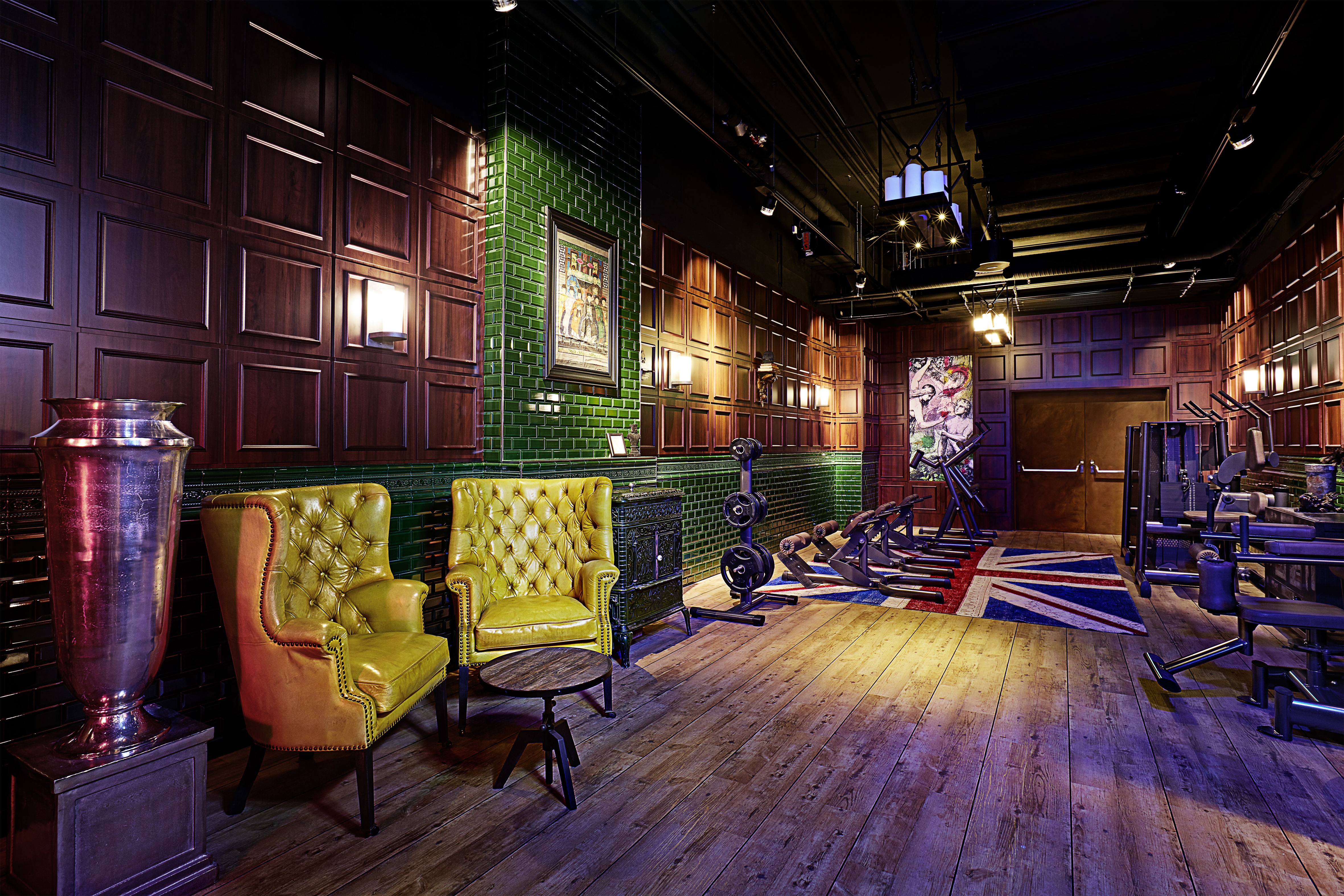
John Reed Studio opened 2016 in Berlin.

Les quelque 50 studios de la marque John Reed Fitness se distinguent des studios de fitness classiques principalement par leur art et leur musique spécialement sélectionnés, ainsi que par leurs DJ live et leur atmosphère de club.
Environ un tiers des studios disposent d'installations de bien-être supplémentaires telles qu'un sauna, une piscine et un bain à remous. En 2021, la première salle de sport de marque John Reed en Amérique du Nord a ouvert ses portes à Los Angeles,.
Le studio phare de la marque en Europe a suivi en septembre 2022 à Vienne.

### John & Jane's
John & Jane's est une sous-marque de John Reed qui se concentre sur les cours d'exercices en groupe purs dans les domaines du yoga, du pilates, de la barre et du HIIT. Le studio de fitness boutique a ouvert ses portes à Berlin en 2019 et dispose d'une zone de formation supplémentaire à
The Reed sur l'Alexanderplatz.

### The Reed
The Reed est un mélange de restaurant, café, bar et espace événementiel sur l'Alexanderplatz à Berlin et offre diverses options d'utilisation. Des événements musicaux avec des artistes internationaux y ont lieu à intervalles réguliers.

### High5
Sous la marque High5 Gym, la société a créé une chaîne de studios en Allemagne avec un tarif mensuel particulièrement bas. Une formation normale sur les équipements peut être combinée à une formation fonctionnelle.

### Heimat
Heimat est une nouvelle marque du RSG Group qui se concentre sur le marché haut de gamme et lifestyle en tant que lieu où vous vous sentez le plus à l'aise dans un environnement de club exclusif. Cela comprend différents services de bien-être tels que des massages, un sauna, une piscine, des cours de santé, un restaurant, ainsi que des soins hydrafaciaux et des pédicures. Heimat combine l'idée de discipline et de sacrifice d'une salle de sport avec l'idée de vivre un peu, ce qui en fait davantage un club de style de vie exclusif. Le mot Heimat dérive de la langue allemande et peut être traduit par « foyer » ou patrie, bien qu'il n'existe pas de traduction sémantique exacte en anglais possible, qui correspondrait à l'idée et au sentiment d'un endroit auquel on est profondément connecté, plus que votre propre maison. Le premier fitness Heimat a ouvert sur 75 000 pieds carrés à Hollywood, en 2022 et une salle de sport exclusive pour femmes à Parisen 2023.

### McFit Models
Sous ce nom, le groupe exploite une agence de mannequins à l'échelle européenne qui se concentre sur les mannequins sportifs. Les découvreurs de talents recrutent toujours de nouveaux modèles masculins et féminins parmi les membres du studio. L'agence valorise une apparence saine. Les modèles sont principalement utilisés pour des campagnes sportives.

### Loox
Le magazine, axé sur l'exercice physique et l'alimentation saine, a été publié sous forme imprimée de 2012 à 2014 et est publié gratuitement sous forme de magazine en ligne depuis 2018. Dans des interviews régulières, des célébrités ont leur mot à dire, tout comme les propres membres des studios.

### Cyberobics
Cyberobics est un fournisseur de cours et d'entraînements vidéo numériques avec différents niveaux de difficulté et avec pour objectifs de développer les muscles, de perdre du poids, de tonifier le corps, d'entraîner l'endurance et d'augmenter la mobilité. Des vidéos de formation sur les thèmes du bien-être, du Pilates, de la danse ainsi que des cours avec vélos d'exercice et haltères sont également proposés.

## Partenariats

### gym80
RSG Group équipe ses studios avec des équipements gym80 depuis le premier jour. En 2020, RSG Group a acquis une participation de 35 % dans le premier fabricant allemand d’équipements de fitness, ce qui en fait le seul investisseur extérieur. L'objectif est d'accroître la coopération dans le développement d'équipements de musculation nouveaux et améliorés ainsi que dans l'expansion de nouveaux domaines d'activité,.

### Hero Workout
RSG Group détient une participation de 50 % dans la start-up de fitness Hero Workout depuis 2020. La société a développé une application d'entraînement avec des cours de fitness et des entraîneurs interactifs pour débutants, avancés et professionnels. Grâce à la détection numérique de mouvements à l'aide d'un bracelet spécial, toutes les exécutions d'exercices peuvent être enregistrées et évaluées en termes de distance, de précision et d'intensité, ainsi que de vitesse, les athlètes recevant un retour vocal.

### Ron Miller
Le duo d'art urbain allemand Ron Miller fait partie du RSG Group depuis 2016. Derrière eux se trouvent deux Berlinois Ronny Kindt et Marcus Langenick. Le visuel clé des artistes multidisciplinaires est l’emblématique geisha. Leurs œuvres ont déjà été présentées lors d'expositions et de foires d'art dans le monde entier à Miami, New York, Paris, Londres, Madrid, Milan, Monaco, Zürich, Munich, Leipzig, Francfort ou Berlin. Dans de nombreux studios John Reed, leur travail peut être vu aux côtés de ceux d'autres artistes,.

## Parrainage
Le RSG Group a fait de la publicité avec différentes marques du groupe dans le cadre de certaines émissions télévisées avec Stefan Raab. McFit était présent en tant que partenaire publicitaire sur TV Total Diving en 2007 et 2010. En 2013, la propre équipe de Loox a participé à la Coupe du monde TV Total Wok-WM. De plus, depuis 2008, McFit est actif en tant que sponsor de nombreux matchs de boxe entre les frères Wladimir et Vitali Klitschko, qui sont également apparus dans des publicités pour la marque,,,,.

## Engagement Social
Depuis 2009, le RSG Group soutient l'organisation d'enfance et de jeunesse « Die Arche » (« L'Arche ») dans toute l'Allemagne. Outre les dons monétaires et matériels, l’engagement personnel est également un élément important de la coopération à long terme,. L'entreprise organise et accompagne régulièrement des excursions, des fêtes et des activités avec les enfants. L'entreprise a également fondé la Fondation Torre del Sol - Terapia Para el Alma, qui soutient des projets sociaux dans une ferme d'alpagas à Majorque, en Espagne,.

## Publication
McFit (éd.) : #Forever Strong. Édition Michael Fischer, Igling 2022,  (ISBN 978-3-7459-1105-3) (recettes et exercices).